# Seiichirō Murakami

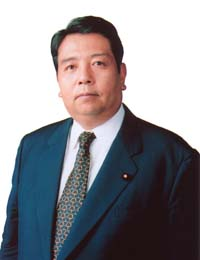
Murakami als Minister 2004

Seiichirō Murakami (japanisch 村上誠一郎 Murakami Seiichirō; * 11. Mai 1952 in der Stadt Miyakubo, Kreis Ochi (heute Stadt Imabari), Präfektur Ehime) ist ein japanischer Politiker, seit 1986 Mitglied des Abgeordnetenhaus, dem Unterhaus der Nationalversammlung, für den Verhältniswahlblock Shikoku, amtierender Innen- und ehemaliger Deregulierungsminister. Er gehört durchgehend der Liberaldemokratischen Partei (LDP), darin heute keiner Faktion mehr an; bis 2010 war er Mitglied der Kōmoto- → Kōmura-Faktion (ehemalige Fortschrittspartei/Miki-Faktion).
Murakami ist der Urenkel von Monshirō Murakami (Kenseikai-Abgeordneter aus Ehime, Bürgermeister von Imabari), Neffe von Kōtarō Murakami (LDP-Senator für den landesweiten Wahlkreis) und Sohn von Shinjirō Murakami (LDP-Abgeordneter für den SNTV-Dreimandatswahlkreis Ehime 2, Miki-Faktion), der 1972 gestorben war. 1977 schloss Seiichirō Murakami sein Politikstudium an der rechtswissenschaftlichen Fakultät der Universität Tokio ab.
Bei der Abgeordnetenhauswahl 1983 kandidierte er ohne Parteinominierung im Wahlkreis Ehime 2 und landete mit 17 % der Stimmen zwar vor Kishitaka Ihara (LDP, Ex-Tanaka-Faktion) aber hinter den drei amtierenden Abgeordneten Ihei Ochi (LDP, Nakasone-Faktion), Takatoshi Fujita (SPJ) und Kiyoshi Mori (LDP, Abe-Faktion → Nakagawa-Gruppe) nur auf dem vierten Platz. Nachdem sich Ihara aus der Politik zurückgezogen hatte, konnte Murakami bei der Wahl 1986 mit LDP-Nominierung antreten und gewann den zweiten Sitz, als die LDP unter Yasuhiro Nakasone im landesweiten Erdrutschsieg erstmals seit 1967 alle drei Sitze von Ehime 2 gewann. Bei den Wahlen 1990 und 1993 verteidigte Murakami seinen Sitz; nach der Wahlrechtsreform übernahm er den neuen FPTP-Einmandatswahlkreis Ehime 2, den er bis einschließlich 2021 neunmal in Folge gewann.
Im Abgeordnetenhaus war Murakami von 1994 bis 1995 Vorsitzender des Sonderausschusses zur Steinkohleförderung, von 1997 bis 1998 Vorsitzender des Finanzausschusses. Nach der Reform der Zentralregierung 2001 wurde er bis 2002 (Kabinett Mori II & Kabinett Koizumi I) neben Masatoshi Wakabayashi der erste fuku-daijin („Vizeminister“) im umbenannten Finanzministerium. Von 2004 bis 2005 (Kabinett Koizumi II (Umbildung) und Kabinett Koizumi II) war er für Deregulierung und der als eine Reaktion auf die asiatische Finanzkrise eingerichtete „Organisation zur Wiederbelebung der Industrie“ (sangyō saisei kikō) Minister für besondere Aufgaben beim Kabinettsamt.
Im Oktober 2024 berief ihn der neue Premierminister Shigeru Ishiba als Minister für allgemeine Angelegenheiten (engl. „innere Angelegenheiten und Kommunikation“) in sein Kabinett. Bei der kurz darauf folgenden Abgeordnetenhauswahl 2024 verlor Ehime einen Wahlkreis, und Murakami kandidierte nur im Verhältniswahlblock Shikoku, wo er vor die Doppelkandidaten alleine auf Platz 1 der LDP-Liste gesetzt wurde und damit sicher wiedergewählt war.